# إدوارد إم. كينسلا
إدوارد إم. كينسلا هو سياسي أمريكي، ولد في 15 يونيو 1911، وتوفي في 3 ديسمبر 1973. نشط حزبياً في الحزب الجمهوري. وقد انتخب عضو جمعية ولاية نيويورك ‏.